# Vor Frue Kirke, Köpenhamn
Vor Frue Kirke (’vårfrukyrkan’) i Köpenhamn är domkyrka i Köpenhamns stift i Danska folkkyrkan. Den har varit domkyrka sedan stiftet inrättades 1922. Kyrkan är tillägnad Jungfru Maria, som tidigare också kallades för ”Vår Fru”. Det har funnits en kyrka på platsen sedan 1100-talet, men kyrkobyggnaden har brunnit och återuppbyggts flera gånger. Tre gånger har den brunnit ner helt till grunden för att sedan ersättas av en ny byggnad. Den nuvarande kyrkan är byggd i början av 1800-talet i klassicistisk stil.

## Den tidiga kyrkan
Vor Frue Kirke i ligger på Nørregade i den Indre by. Det äldsta omnämnandet av kyrkan är ett dokument som utfärdades av biskop Absalon 1185, där mottagandet av tionde för att bygga och utsmycka den heliga Marias kyrka bekräftas. Vor Frue Kirke uppfördes i kritsten på stadens högsta punkt. Kyrkan var dock inte klar för invigning förrän runt 1200, troligen i mars på Marie bebådelsedag och denna dag firas enligt det danska kyrkoåret som kyrkans födelsedag.
Den nya kyrkan fick status som kollegiatkyrka under Roskilde domkyrka och ett stort antal präster, dekaner, kaniker med mera fick anställning där. Det knöts också en katedralskola, Vor Frue Skole, till kyrkan.
Kyrkan förstördes ett antal gånger i bränder. Nyuppbyggd efter en brand 1314, försågs den med en tympanon som berättade att den då återuppbyggts år 1316 efter att ha förstörts av eld fyra gånger.

## Danmarks huvudkyrka

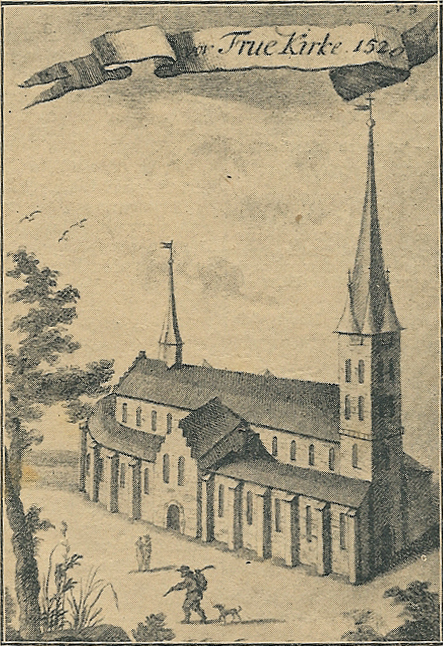
Vor Frue Kirke år 1520. På 1300-talet återuppbyggdes kyrkan i den då moderna stilen tegelgotik.

När Köpenhamn senare fick status som huvudstad av Erik av Pommern och växte i storlek, gjordes kyrkan till kungens huvudkyrka. Den hade använts av kungarna tidigare. När Valdemar Atterdag gifte bort sin då nioåriga dotter Margareta till Håkon VI 1363 skedde detta i Vor Frue Kirke. När kung Kristian I och drottning Dorotea kröntes och vigdes 1449 likaså.
När Köpenhamns universitet grundades 1479 blev Vor Frue Kirkes dekan samtidigt universitetets rektor; kanikerna var universitetets lärare, och den till domkyrkan knutna skolan tillhandahöll lokaler.

## Den nuvarande kyrkan
Den nuvarande kyrkobyggnaden fick ytterligare en föregångare, efter att kyrkan brunnit ned i samband med Köpenhamns brand 1728. Den kyrkan förstördes i en brand den 5 september 1807, under slaget om Köpenhamn.
Därefter byggdes kyrkan upp i den form den har än i dag. Under ledning av arkitekten Christian Frederik Hansen byggdes kyrkan upp i klassicistisk stil i nyantikens anda. Delar av det gamla murverket, däribland tornet, återanvändes. Den nya kyrkan invigdes den 7 juli 1829.
Vor Frue Kirke blev domkyrka i Köpenhamns stift 1922.

### Utsmyckning

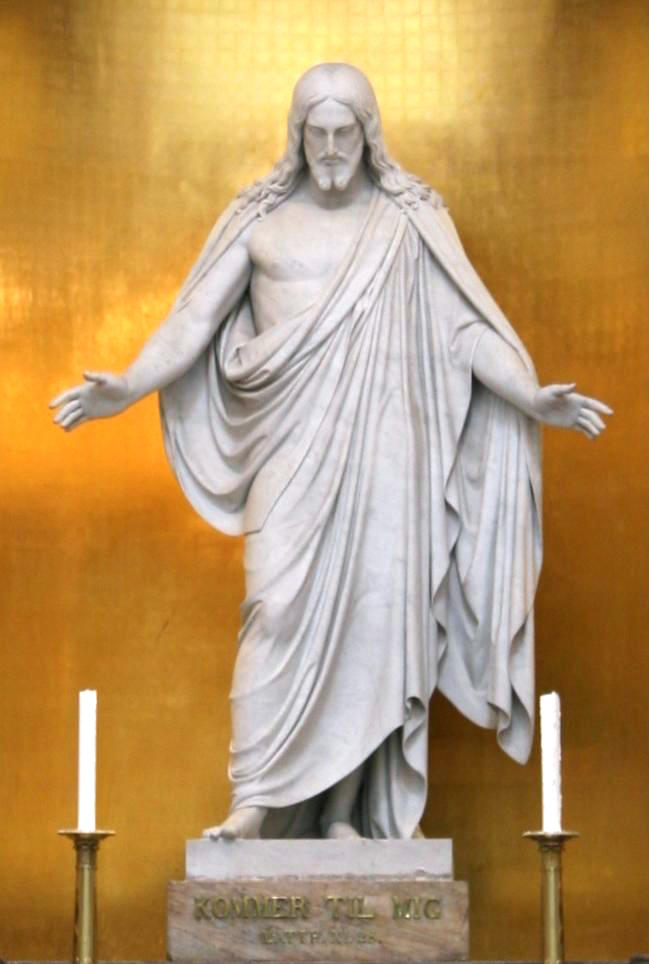
Thorvaldsens staty Den uppståndne Kristus.

Kyrkans inredning domineras av Bertel Thorvaldsens skulpturer föreställande Kristus och de tolv apostlarna. Thorvaldsens Kristusstaty har kopierats på många håll världen runt, bland annat på Tempeltorget i Salt Lake City. Utvändigt skildras Johannes döparens predikan på tympanon. Centralt ovanför kyrkans ingång står en obelisk. 

### Orgeln
Kyrkans största orgel byggdes av firman Marcussen & Søn 1995 och har 87 stämmor fördelade på fem manualer och pedal.

## Kungliga begivenheter i kyrkan
- 1363 – Drottning Margareta vigdes med den norske kungen Håkan Magnusson.
- 1445 – Kung Kristofers av Bayern och drottning Doroteas av Brandenburg vigsel (10 september). Doroteas kröning (14 september).
- 1449 – Kung Kristian I:s kröning (28 oktober).
- 1450 – Kung Kristian I:s och drottning Doroteas av Brandenburg vigsel (26 oktober).
- 1536? – Kristian III:s kröning.
- 1559 – Fredrik II:s kröning.
- 1596 – Kristian IV:s kröning.
- 1648 – Fredrik III:s kröning.
- 2004 – Kronprins Frederiks och kronprinsessan Marys vigsel (14 maj).